# Jake Choi
Jake Choi (nacido el 14 de enero de 1992) es un actor estadounidense. Es conocido por su papel regular de Miggy en la comedia de ABC Single Parents. Anteriormente protagonizó Front Cover, una película independiente LGBTQ por la que fue nominado como Mejor Actor en el Festival de Cine Chino Golden Koala.

## Primeros años y educación
Choi nació y se crio en Elmhurst, Queens, Nueva York. Él es coreano americano Durante la escuela secundaria jugó en la AAU. Después de graduarse, se mudó a Corea del Sur para jugar al baloncesto en la Universidad Yonsei, y posteriormente jugó en la Liga de baloncesto de Corea. Regresó a los Estados Unidos y siguió actuando, tomando clases en el Instituto de Teatro y Cine Lee Strasberg antes de abandonarlo debido a los gastos.

## Carrera
En 2015, Choi interpretó su primer papel principal como Ryan en la película independiente Front Cover, una comedia romántica LGBTQ que presentó a dos protagonistas masculinos asiáticos. El desempeño de Choi recibió críticas críticas positivas.
Choi ha aparecido en papeles de invitado en varios programas de televisión desde 2015, incluyendo Broad City, Younger y Hawaii Five-0. Apareció en un papel recurrente en la Succession de HBO en 2018.
Choi fue elegido como personaje regular en otoño de 2018 para el piloto de ABC Single Parents en el papel de Miggy, un padre soltero de 20 años. A mediados de octubre, ABC ordenó una temporada completa de 22 episodios.
A partir de enero de 2019, tiene un papel recurrente en EastSiders, una comedia negra de Netflix. Choi desempeña un papel secundario en la adaptación cinematográfica de la novela The Sun is Also A Star.

## Vida personal
En 2018, Choi se reveló como sexualmente fluido. En una entrevista con The Advocate, dijo: "Siento que mucha gente lo entiende mejor si solo dices 'bisexual', que no es lo mismo, pero es como a veces cuando la gente dice: 'Oh, así que eres ¿bi?' - Ni siquiera quiero discutir más. Es como 'Sí, claro'. Siento que el término pansexual está un poco más cerca. Conmigo digo fluido porque siempre está cambiando".

## Filmografía

### Películas
| Año  | Título                 | Papel              | Director        | Notas                                          |
| ---- | ---------------------- | ------------------ | --------------- | ---------------------------------------------- |
| 2015 | Front Cover            | Ryan               | Ray Yeung       | Nominado - Golden Koala Award como Mejor Actor |
| 2016 | Wolves                 | Gil                | Bart Freundlich |                                                |
| 2016 | Money Monster          | Korean News Anchor | Jodie Foster    |                                                |
| 2019 | The Sun Is Also a Star | Charles Bae        | Ry Russo-Young  |                                                |
| 2022 | Please Baby Please     | Lon                | Amanda Kramer   |                                                |

### Televisión
| Año             | Título         | Papel      | Notas                              |
| --------------- | -------------- | ---------- | ---------------------------------- |
| 2015            | Broad City     | James      | Episodio: "Mochalatta Escalofríos" |
| 2018            | Succession     | Tatsuya    | 2 episodios                        |
| 2018 - presente | Single Parents | Miggy Park | 22 episodios                       |